# 黒川照家
黒川 照家（くろかわ みつや、1951年9月18日 - 2020年6月6日）は、日本の音楽家。元「1986オメガトライブ」のギタリスト。本名、黒川 光哉（読み同じ）。

## 経歴・人物
東京都中野区出身。高校中退後、バンド活動を始める。
1977年、アマチュアバンド「リバーサイド」で『EAST WEST '77』に出場、同バンドは準優勝を果たした（同じく準優勝をしたのがカシオペアだった）。
1979年から1985年にかけて岩崎宏美や菊池桃子のバックバンド「パイナップル・カンパニー」でバンドマスターとして活動した後、1986年にオメガトライブの第2弾のプロジェクト「1986オメガトライブ」にギタリストとして加入。同バンドのリーダーも務めたが、5枚目のシングル「Stay girl Stay pure」を最後に脱退を宣言、1988年3月に正式に脱退した（これを機に同バンドは「カルロス・トシキ&オメガトライブ」に改名する）。
その後は体調不良から長期間音楽活動を休止していたものの、2007年に活動を再開する。
再開後はソロでのライブ活動をする傍ら、新井正人とのジョイントライブやKEICOのサポート活動など多方面で活動していた。
2020年6月6日、敗血症の為68歳で急逝。

## 作曲した楽曲
- interstate（1987年7月15日）
  - （作詞：売野雅勇、作曲：黒川照家、編曲：船山基紀）